# Осмо чуло
Осмо чуло (енгл. Sense8) америчка је научнофантастична телевизијска серија коју су створили сестре Вачауски и Џеј Мајкл Стразински за Netflix. Радња прати осам странаца из различитих делова света који изненада откривају да су ментално и емоционално повезани.
Серија је добила позитивне рецензије критичара, нарочито због приказа ЛГБТ+ заједнице. Серија истражује питања везана за идентитет, сексуалност, род и политику за која су њени аутори сматрали да су ретко била обрађивана на телевизији. Кључна тема серије је прихватање емпатије кроз различитости.

## Радња
Прича почиње када жена по имену Анџелика „роди” психичку везу између осам странаца из различитих делова света. Њих осам открива да чине групу људских бића која су ментално и емоционално повезана, могу да осећају и комуницирају једни са другима и могу да деле своје знање, језике и вештине.

## Улоге
| Глумац                | Улога              |
| --------------------- | ------------------ |
| Амл Амин              | Кафеус Онјанго     |
| Тоби Онвумере         | Кафеус Онјанго     |
| Дуна Беј              | Сун Бејк           |
| Џејми Клејтон         | Номи Маркс         |
| Тина Десаи            | Кала Дандекар      |
| Тапенс Мидлтон        | Рајли Гунарсдоутир |
| Макс Римелт           | Волфганг Богданов  |
| Мигел Анхел Силвестре | Лито Родригез      |
| Брајан Џеј Смит       | Вил Горски         |

## Епизоде
| Сезона | Сезона | Епизоде | Епизоде      | Оригинална објава  | Оригинална објава  |
| ------ | ------ | ------- | ------------ | ------------------ | ------------------ |
|        | 1.     | 12      | 12           | 5. јун 2015.       | 5. јун 2015.       |
|        | 2.     | 12      | 1            | 23. децембар 2016. | 23. децембар 2016. |
| 10     | 2.     | 12      | 5. мај 2017. | 5. мај 2017.       |                    |
| 1      | 2.     | 12      | 8. јун 2018. | 8. јун 2018.       |                    |